# Pýrgos (Héraklion)
Pýrgos, en grec moderne : Πύργος, est un village du dème d'Archánes-Asteroússia, dans le district régional de Héraklion, de la Crète, en Grèce. Selon le recensement de 2011, la population de Pýrgos compte 951 habitants.
Le village est situé à une altitude de 300 mètres et à une distance de 49,5 km de Héraklion.

## Recensements de la population
| Recensements | 1900 | 1920 | 1928 | 1940 | 1951 | 1961 | 1971 | 1981 | 1991 | 2001 | 2011 |
| ------------ | ---- | ---- | ---- | ---- | ---- | ---- | ---- | ---- | ---- | ---- | ---- |
| Population   | 133  | 413  | 585  | 759  | 854  | 896  | 907  | 977  | 1080 | 1098 | 951  |